# 板垣修
板垣修（日语：／ Itagaki Osamu，1907年2月26日—1987年11月19日），是日本外交官。

## 生平
1932年，毕业于东京帝国大学政治学科，后进入日本外务省。1952年至1953年任日本駐香港總領事。1966年-69年5月，担任日本驻中华民国大使，1972年3月退休。

## 榮譽
- 1977年（昭和52年）4月29日：勲一等瑞宝章[3]